# 楊簡 (南宋)

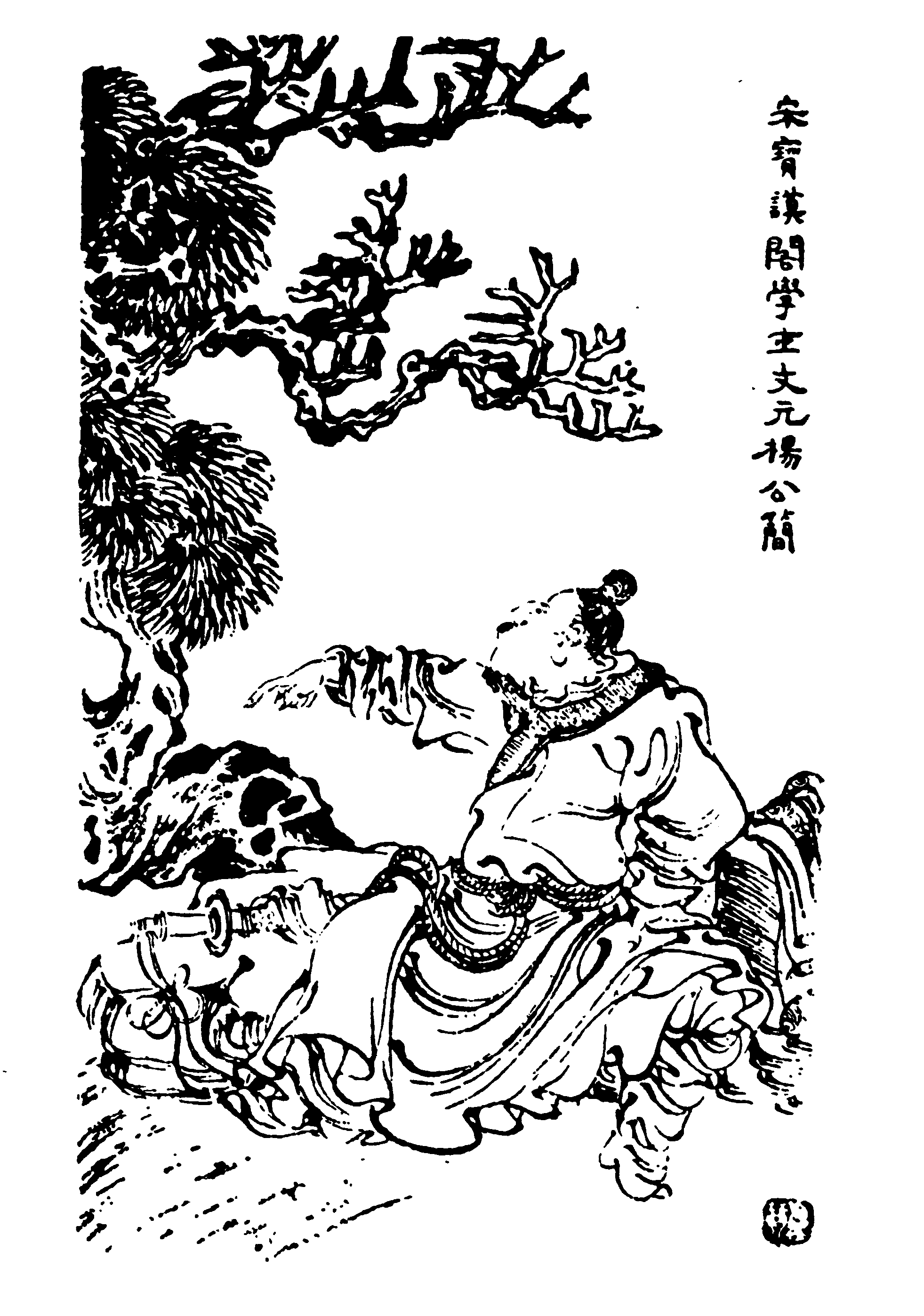
宋寶謨閣學士文元楊公簡（清代畫家虞琴所繪，出自《四明人鑑》）

杨简（1141年—1226年），字敬仲，世称慈湖先生，明州慈溪（今宁波市）人，南宋理學家。杨简的主要哲学贡献在心学的发展上。

## 生平
宋孝宗乾道五年進士及第，授富阳主簿。杨简师从哲学家陆九渊，具体实践了陆氏“六经注我”的为学方法，主张“毋意”、“无念”、“无思无虑是谓道心”等，為“甬上四先生”之首。由于“朱陆之争”，朱熹对于杨简的评骘颇苛，不時以“异端”视之。奸相史弥远是杨简的学生，却大力宣扬朱熹的《四书集注》。宋宁宗嘉定初，出知温州，为官清廉，“务以德化感人。”为当地民众所爱戴。官至宝谟阁学士，卒谥文元。

## 家族
父亲杨挺显。

## 著作
- 《慈湖诗传》
- 《杨氏易传》
- 《先圣大训》
- 《五诰解》
- 《慈湖遗书》